# Нампа (Альберта)
Нампа (англ. Nampa) — село в Канаді, у провінції Альберта, у складі муніципального району Нортерн-Санрайз.

## Населення
За даними перепису 2016 року, село нараховувало 364 особи, показавши зростання на 0,6%, порівняно з 2011-м роком. Середня густина населення становила 213,2 осіб/км².
З офіційних мов обидвома одночасно володіли 45 жителів, тільки англійською — 320. Усього 40 осіб вважали рідною мовою не одну з офіційних, з них 5 — українську.
Працездатне населення становило 220 осіб (74,6% усього населення), рівень безробіття — 9,1% (16% серед чоловіків та 0% серед жінок). 84,1% осіб були найманими працівниками, а 13,6% — самозайнятими.
Середній дохід на особу становив $48 224 (медіана $38 464), при цьому для чоловіків — $61 362, а для жінок $32 319 (медіани — $53 709 та $28 992 відповідно).
37,9% мешканців мали закінчену шкільну освіту, не мали закінченої шкільної освіти — 29,3%, 34,5% мали післяшкільну освіту, з яких 15% мали диплом бакалавра, або вищий.
| Статево-вікова структура населення | Статево-вікова структура населення | Статево-вікова структура населення | Статево-вікова структура населення | Статево-вікова структура населення |
| ---------------------------------- | ---------------------------------- | ---------------------------------- | ---------------------------------- | ---------------------------------- |
|                                    |                                    |                                    |                                    |                                    |
| Всього                             | Всього                             | 50,0%                              |                                    |                                    |
| 0 — 14 років                       | 0 — 14 років                       |                                    | 20,5%                              | 20,5%                              |
| 15 — 64 років                      | 15 — 64 років                      |                                    | 67,1%                              | 67,1%                              |
| 65 і більше                        | 65 і більше                        |                                    | 12,3%                              | 12,3%                              |
| 85 і більше                        | 85 і більше                        |                                    | 1,4%                               | 1,4%                               |
| Середній вік (років)               | Середній вік (років)               | 37,537,6                           | 37,6                               | 37,6                               |
| Медіана (років)                    | Медіана (років)                    | 37,736,3                           | 36,8                               | 36,8                               |
| — чоловіки — жінки                 |                                    |                                    |                                    |                                    |

| Походження мешканців:     | Походження мешканців:     | Походження мешканців: | Походження мешканців: | Походження мешканців: |
| ------------------------- | ------------------------- | --------------------- | --------------------- | --------------------- |
| Походження                |                           |                       | осіб                  | %                     |
| Корінні американці        | Корінні американці        |                       | 80                    | 20.25%                |
| Інше північноамериканське | Інше північноамериканське |                       | 85                    | 21.52%                |
| Європейське               | Європейське               |                       | 320                   | 81.01%                |
| британське                | британське                |                       | 140                   | 35.44%                |
| французьке                | французьке                |                       | 115                   | 29.11%                |
| українське                | українське                |                       | 85                    | 21.52%                |
| Азійське                  | Азійське                  |                       | 40                    | 10.13%                |

| Зайнятість населення за галузями (за класифікацією NOC): | Зайнятість населення за галузями (за класифікацією NOC): | Зайнятість населення за галузями (за класифікацією NOC): | Зайнятість населення за галузями (за класифікацією NOC): | Зайнятість населення за галузями (за класифікацією NOC): |
| -------------------------------------------------------- | -------------------------------------------------------- | -------------------------------------------------------- | -------------------------------------------------------- | -------------------------------------------------------- |
|                                                          |                                                          |                                                          |                                                          |                                                          |
| Управління                                               | Управління                                               |                                                          | 14%                                                      | 14%                                                      |
| Бізнес, фінанси та адміністрування                       | Бізнес, фінанси та адміністрування                       |                                                          | 9,3%                                                     | 9,3%                                                     |
| Освіта, правозахист, муніципальні та урядові служби      | Освіта, правозахист, муніципальні та урядові служби      |                                                          | 4,7%                                                     | 4,7%                                                     |
| Мистецтво, культура, відпочинок та спорт                 | Мистецтво, культура, відпочинок та спорт                 |                                                          | 4,7%                                                     | 4,7%                                                     |
| Роздрібна торгівля та послуги                            | Роздрібна торгівля та послуги                            |                                                          | 25,6%                                                    | 25,6%                                                    |
| Гуртова торгівля, транспорт та обладнання                | Гуртова торгівля, транспорт та обладнання                |                                                          | 34,9%                                                    | 34,9%                                                    |
| Природні ресурси, сільське господарство                  | Природні ресурси, сільське господарство                  |                                                          | 7%                                                       | 7%                                                       |

## Клімат
Середня річна температура становить 1,2°C, середня максимальна – 21,2°C, а середня мінімальна – -23°C. Середня річна кількість опадів – 428 мм.
| Клімат поселення                              | Клімат поселення | Клімат поселення | Клімат поселення | Клімат поселення | Клімат поселення | Клімат поселення | Клімат поселення | Клімат поселення | Клімат поселення | Клімат поселення | Клімат поселення | Клімат поселення | Клімат поселення |
| Показник                                      | Січ.             | Лют.             | Бер.             | Квіт.            | Трав.            | Черв.            | Лип.             | Серп.            | Вер.             | Жовт.            | Лист.            | Груд.            |                  |
| Середній максимум, °C                         | −9,94            | −6,24            | −0,44            | 9,88             | 16,49            | 20,70            | 21,16            | 20,18            | 14,98            | 9,01             | −2,22            | −8,96            |                  |
| Середня температура, °C                       | −16,47           | −12,76           | −6,98            | 3,31             | 10,00            | 14,18            | 15,98            | 15,00            | 9,80             | 3,80             | −7,4             | −14,14           |                  |
| Середній мінімум, °C                          | −23              | −19,29           | −13,49           | −3,2             | 3,46             | 7,66             | 10,81            | 9,80             | 4,60             | −1,36            | −12,6            | −19,32           |                  |
| Норма опадів, мм                              | 26               | 21               | 15               | 17               | 35               | 70               | 67               | 56               | 43               | 27               | 29               | 22               |                  |
| Середньомісячна швидкість вітру, м/с          | 3.70             | 3.70             | 3.70             | 3.80             | 3.80             | 3.62             | 3.10             | 3.20             | 3.60             | 4.00             | 3.60             | 3.80             |                  |
| Середньомісячна сонячна радіація, кДж/м²·день | 2495             | 5757             | 11280            | 16791            | 20139            | 21779            | 21358            | 17406            | 11389            | 6229             | 2865             | 1712             |                  |
| --------------------------------------------- | ---------------- | ---------------- | ---------------- | ---------------- | ---------------- | ---------------- | ---------------- | ---------------- | ---------------- | ---------------- | ---------------- | ---------------- | ---------------- |
| Джерело:                                      |                  |                  |                  |                  |                  |                  |                  |                  |                  |                  |                  |                  |                  |